# Mykoła Łahodynski
Mykoła Łahodynski (ur. 21 października 1866 w Dobrowodach, zm. 12 maja 1919 w Delatynie) – ukraiński prawnik, adwokat, polityk, działacz społeczny.

## Życiorys
Uczęszczał do C. K. Gimnazjum w Tarnopolu i gimnazjum w Złoczowie. Absolwent Wydziału Prawa Uniwersytetu Lwowskiego.
Był członkiem Zarządu Głównego Ukraińskiej Partii Radykalnej, podczas I wojny światowej jej przewodniczącym.
Poseł do Rady Państwa XI i XII kadencji (pełnił funkcję wiceprzewodniczącego Ukraińskiego Klubu Parlamentarnego) oraz Sejmu Krajowego Galicji. Członek Ogólnej Rady Ukraińskiej oraz Ukraińskiej Rady Narodowej.
Z żoną Kławdiją (1871-1944), z domu Sanocką, miał cztery córki: Marię, Irenę, Hałynę (została pianistką) oraz Jarosławę (znana jako poetka oraz pisarz o pseudonimie Łesia Werchowynka).

## Literatura
- Енциклопедія українознавства. T. 4. Lwów, 1993, s. 1252. (ukr.)
- Petro Hucał. Łahodynśkyj Mykoła Hnatowycz. [W:] Encykłopedija istoriji Ukrajiny. T. 6 : Ла–Мі. Kijów, 2009, s. 19. ISBN 978-966-00-1028-1. (ukr.)
- Petro Hucał. Łahodynśkyj Mykoła Hnatowycz. [W:] Encykłopedija suczasnoji Ukrajiny. T. 16 : Куз–Лев. Kijów, 2016, s. 435. (ukr.)